# スチームコンベクションオーブン

6段式の業務用コンビスチーマー

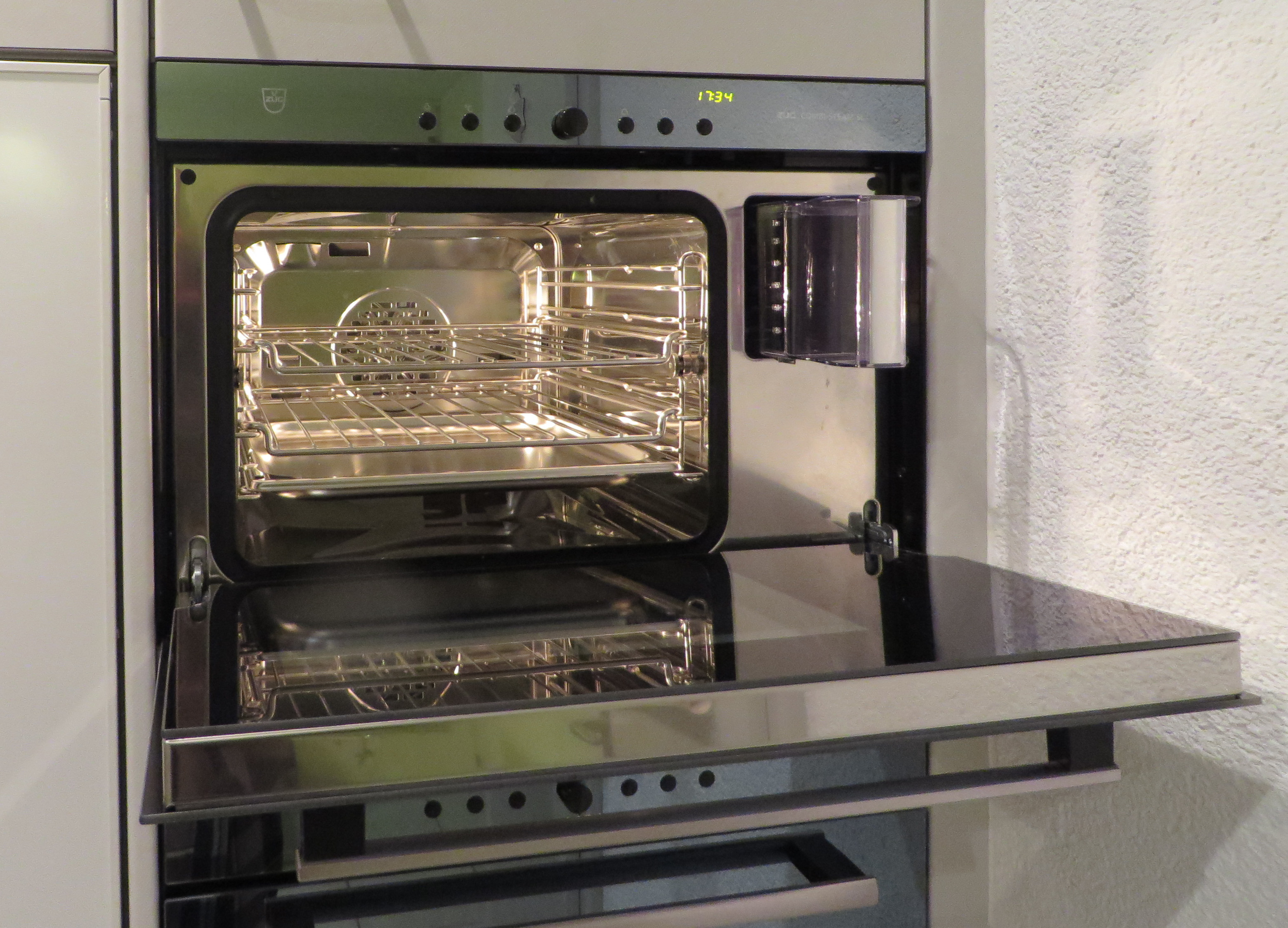
4段式の家庭用コンビスチーマー、キャビネット設置型

スチームコンベクションオーブン（英: Combi steamer）（スチームコンベクション、スチコン、コンビスチーマー、熱風スチーマー、コンビネーション蒸気対流式オーブン、または単にコンビオーブンとも呼ばれる）とは、標準的な対流式オーブンを拡張した組み合わせオーブンで、通常の湿った蒸気または過熱蒸気も生成でき、調理過程中に自動的に調理モードを切り替えることができるものである。野菜やジャガイモを素早く優しく蒸すと同時に、肉や魚を焼いたり蒸し煮にしたり、パンを焼くことができる。この機器は、「焼く」「蒸す」「煮る」「炒める」「茹でる」「温める」ことができ、ベーキング、ロースト、グリル、スチーム、ブレゼ、ブランチング、ポーチングなど、多くの料理に適している。これらの装置は、通常プロのケータリングや食品サービス業務で使用される調理機器である。外食産業の専門家が、望ましい食品品質を維持しながら、経済性とメニューの多様性の両立を図るのに役立つ。
対流式オーブンという用語は、これらの機器に関連して頻繁に使用されるが、標準的な対流式オーブンは、追加のスチーム機能なしに、ファンを使用して食品の周りの熱風を循環させるだけで調理する。

## 歴史
オーブンは熱源に近い部分の温度は高く、遠い場所の温度が低くなるため焼きムラが発生しやすかった。これを解消するためにオーブン内の空気を強制的に対流させるコンベクションオーブンが発明されたのだが、オーブンの中で空気の対流＝風が起きているため、食材の調味料が風で飛び散りオーブン内部が汚れるという問題があった。この問題を改善するために研究をしていた西ドイツ（当時）のある技術者は、オーブンに水をいれたまま放置していたところ、水蒸気が発生していることに気付き、実用化して特許を取得した。西ドイツのラショナルはこの特許を買い取り、1976年にスチームを利用したコンベクションオーブン製品を販売したのが世界初の製品となる。
最初のコンビスチーマーは1960年代後半にブルガーアイゼンヴェルケ社によって発明された。同社は1976年にヘルボルンのユーノ社に買収され、現在はスウェーデンのエレクトロラックス社の一部となり、機器をさらに発展させ、現在はエレクトロラックスプロフェッショナルのブランド名で販売している。
日本ではフジマックが最初にスチームコンベクションオーブンを販売した。
この技術は発明以来、絶え間ない開発が続けられてきた。一部のメーカーのモデルは現在、ボタン一つで食品を最初から最後まで調理できるインテリジェントな調理プロセスを使用している。コンビスチーマー技術は、従来の調理機器の約半分を置き換えることから、産業規模の食品調理プロセスを根本的に変革した。
他の多くのメーカーがこの新しい市場セグメントに参入しており、現在、世界中で50社以上がコンビスチーマーを提供しているが、その数には単にユニットを購入して再ブランド化する産業用キッチンサプライヤーも含まれている。
当初、価格は非常に高く、高級な公共ケータリング施設で人気があった。後にコンビスチーマーは、多くの種類のレストランや一般家庭の調理機器の不可欠な部分となった。

## 説明
スチーム機能は野菜、ジャガイモ、魚などの食材に非常に適しており、対流または組み合わせ（対流とスチーム）加熱は、ローストや蒸し煮、ベーキングに適している。対流加熱の欠点は、食品が急速に乾燥する傾向があることで、製品によっては非常に長い調理時間を必要とする場合もある。一方、スチームだけでは食品が十分にカリッとならない。
対流とスチーム加熱を組み合わせることで、それぞれの調理方法の利点を活用し、外側がカリッとした柔らかい肉を生み出す。また、装置は調理室内の温度と湿度の両方を手動で調整できるため、ユーザーは調理環境を完全にコントロールできる。
コンビスチーマーは主に、一度に多くの人数分の食事を準備するために使用される。コンビスチーマーは、対流式オーブン、コンロ、鍋、グリルなど、実質的にすべての産業規模の調理機器に取って代わる。スチーム（例：短い調理時間、低い調理損失レベル、ジューシーさ）と対流加熱（例：強い風味、食欲をそそる色、カリッとした外皮）の利点を組み合わせる。
利用可能な調理プログラムの多様性と、それらを組み合わせることができる事実により、ユーザーに事実上無限の選択肢を提供する。

## 特徴
短い調理時間と調理室内の蒸気の存在により、コンビスチーマーは従来の調理方法よりもビタミンと栄養素を大幅に効果的に保持する。また、異なる容器で異なる料理を風味を移すことなく調理できる。
コンビスチーマーは通常、以下の操作モードを提供する：
- スチーム（蒸気飽和空気を使用した調理）- 通常100 °C (212 °F)だが、30 and 130 °C (86 and 266 °F)の間のどこでも可能[4]。このモードは真空調理法にも適している[14]。
- 対流（追加の蒸気を供給せず、熱風環境での調理）- 温度範囲は30 - 250 °C (86 - 482 °F)または300 °C (572 °F)で、モデルによって異なる。
- 過熱蒸気（上記2つの方法の組み合わせ）- 温度範囲は30 - 250 °C (86 - 482 °F)または300 °C (572 °F)。

その他の特別なモードも利用可能で、芯温モニタリング調理、デルタT調理（芯温と調理室内の温度差のモニタリング）、低温調理、事前調理された冷却食品の再生などがある。一部のモデルには湿った製品を乾燥させるプログラムもある。最新の機器の多くは電子センサー制御で動作し、食品調理オプションと時間効率の両面で追加の利点を提供する。

## 技術
コンビスチーマーは、2つのシステムのいずれかを使用して蒸気を生成する：
- ボイラーまたは大釜システムは、調理室の外部にある蒸気発生器内で蒸気を生成し、必要に応じて調理室に供給する[15]。
- 噴射システムは、回転する換気扇の中心にある発熱体または熱交換器に水を噴霧することで、調理室内で直接蒸気を生成する[4]。

コンビスチーマーは通常、ガストロノーム規格（GNラック）に対応する寸法の食品ラックを含む。これらのラックは幅が異なる場合があり、特定のサイズの容器（GN1/1またはGN2/3）にのみ適している。異なるモデルで異なる数のラックを収容できる。一般的なサイズには6、10、20、24、40ラックがある。6ラックまたは10ラックのユニットは通常テーブルトップ型で、20、24、40ラックは自立型である。ラックの数はユニットごとに異なる場合があり、通常取り外し可能で、ガストロノーム（GR）ロースト用パンまたはベーキングトレイの寸法に対応するラックと交換することもできる。これらのラックは、これらの方法では深い容器を必要としないため、追加のロースト肉やベーキングトレイのためのスペースを提供する。
自立型ユニットは、いわゆるラックトロリーを使用して素早く積み下ろしができる。これらのローリングカートにより、準備された容器のバッチ全体をコンビスチーマーに一度に出し入れすることができ、開いたドアからの熱損失を最小限に抑える。したがって、ユーザーは大量の食品を一度に調理しながら、別のトロリーで別のバッチの容器を準備し、素早くトロリーを交換することができる。特別なプレートラックトロリーは、事前調理され、事前に盛り付けられた食事を素早く再生するのに便利である。
コンビスチーマーは、水道接続または別の飲料水タンク、および排水が必要である。ほとんどのメーカーのモデルでは、極めて高出力の蒸気発生器は急速な石灰化のリスクがあるため、接続する水の硬度は6 °dH（107.1 ppm）を超えてはならない。電気加熱式ユニットには三相交流または単相接続が必要で、ガス式ユニットにはガス配管接続と単相電気接続が必要である。装置には蒸気を周囲の空気に放出する排気管もあり、使用する調理方法によっては香りや油脂も放出する可能性がある。
一般的に、ユーザーはコンビスチーマーに複数の連続したステップを含むプロセスをプログラムし、これらのプログラムを電子クックブックに保存することができる。DIN 18866（産業用キッチン機器 - ファン、スチーム、コンビネーションオーブン、ドイツ規格協会、2003年6月）は、コンビスチーマーの最低要件を規定している。
ユニットにはアナログまたはデジタル制御があり、一部にはPCまたはUSBインターフェースも装備されており、タッチスクリーンユーザーインターフェースを備えているものもある。

## 利点
他の加熱機器に比べたコンビスチーマーの利点は以下の通りである：
- チャンバー内の温度と湿度の制御により、調理時間が短縮される
- 均一な調理
- プロセスの記録
- 低温により栄養素が保持される
- 風味の混ざり合いなく最大12の異なる料理を同時に処理できる
- 油脂を使用しない食品調理が可能で、発がん性物質の生成が抑制される
- 水分やカリカリ感を失うことなく、事前に調理された食品を再加熱できる[16]
- 省スペースで、必要な調理機器が少なくなる
- 最終製品の収縮損失の低減
- 電力の節約
- 労働コストの削減
- 自己洗浄機能

## 標準的な電子レンジと比較した場合の欠点
標準的な電子レンジと比較した場合、コンビスチーマーには少なくとも2つの欠点がある：
コンビスチーマーでは以下のことができない：
- キャビティの数量による用途の制限
- 電子レンジポップコーン（英語版）を作ること[17]
- コーヒーやお茶などの飲み物を再加熱すること[18]

## 主要メーカー
原産国別：
- オーストラリア/ニュージーランド：コンボサーム、キュリネア
- チェコ共和国：レティゴ
- フランス：ボネット、ブルジョワ
- ドイツ：ラショナルAG、ガーゲナウ・ハウスゲレーテ（英語版）、パルックス、コンボサーム、MKN、エローマ、ミーレ、AEG（エレクトロラックスの一部）、ボッシュ
- インドネシア：ナヤティ[19]
- イタリア：ライノックス、アルファテック、テクノイノックス、MBM、アンジェロ・ポー、フォイノックス、ジコ、ジエッレ、ユノックス、オリス、ザヌッシ（英語版）（エレクトロラックスの一部）、エレクトロラックス・プロフェッショナル
- 日本：アイホー、コメットカトー[20]、服部工業、ホシザキ、マルゼン、ニチワ電機、日本調理機、オザキ、タニコー、鷲尾調理工業[21]
- ロシア：アバット（チュバシュトルグテクニカ）
- スペイン：ファゴール
- 韓国：LGエレクトロニクス
- スウェーデン：エレクトロラックスプロフェッショナル
- スイス：V-ZUG
- トルコ：イノクサン - イノスマート
- アメリカ：アルト-シャム、ブロジェット・オーブン・カンパニー、バルカン、ウルフ[22]

## 家庭用機器
プロフェッショナルなフードサービスモデルに加えて、一般家庭用の小型コンビスチーマーもある。これらの大部分は、欧州規格EN 1116（幅：60 cm）またはスイス計測システム規格（55cmのニッチ幅）に従って製造されたキャビネット設置型機器である。家庭用機器は、以下の違いを除いて、業務用ガストロノミーで使用されるものとほぼ同様である：
- 多くのモデルは前面から給水できる水容器を備えており、給水管接続が不要である
- 一部のユニットは単相または単相3線式電流のみで動作可能である

メーカーは、標準的な家庭用オーブンと同じ寸法（SMS：76.2 cm、引き出しを含む）のコンビネーション機器と、コンパクトな半分サイズの機器（SMS：38.1 cm）を区別しており、後者はスチームオーブンのみ、またはベーキング機能付きのコンビスチーマーのいずれかである。
使用可能な調理室スペースのサイズは、蒸気を生成する方法と水容器の位置によって異なる場合がある。側面に水容器があるモデルは、水容器が調理室の上部または下部にあるものよりも高くて細い調理室を持つ。
多くの新しい一般家庭のキッチンには、ビルトイン電子レンジの代替としてコンパクトなコンビスチーマーが含まれている。通常のオーブンの補助機器として使用する場合、コンビスチーマーは電子レンジに比べて以下の利点を提供する：
- 例えば、コンビスチーマーで野菜を蒸したりグラタンを作りながら、従来のオーブンで肉を焼いたり蒸し煮にしたりするなど、料理の準備において新しい組み合わせが可能である
- 事前に調理された食品を再加熱（いわゆる「再生」）し、新しい特性を与えることができる。熱と蒸気の組み合わせにより、一部の食品は電子レンジよりもコンビスチーマーで効果的に再加熱できる。また、複数の食事を同時に再生することも可能である
- ピザやグラタンだけの食事の場合、加熱される室が大幅に小さいため、従来のオーブンと比べてエネルギーを節約できる

ビルトインユニットは主電源から切断することができない。装置の電源を切っても、その電子機器には電力が必要である。いわゆるスタンドバイモードを備えた新しいモデルは、この方法で古い装置よりもはるかに少ない電力を消費することが多い：古いモデルには電子部品が多くなかったにもかかわらず、時計、時間表示、制御のために常時5～10ワットの電力を必要とするのが一般的であった。スイスの法律では、2013年初めから、新しい家庭用機器はスタンドバイモード時に1ワット以上の電力を必要としてはならない。

### カウンタートップ機器
フルサイズのオーブンに加えて、一般家庭用の小型のカウンタートップコンビスチーマーもある。これらのカウンタートップ機器は、サイズが小さく、フルサイズのオーブンよりも大幅に安価である点を除いて、フルサイズの家庭用機器と同じ特徴的な変更点を持つ。